# Biała Góra (powiat świdwiński)
Biała Góra (niem. Ballenberg) – wieś w północno-zachodniej Polsce, położona w województwie zachodniopomorskim, w powiecie świdwińskim, w gminie Rąbino, na północ od wzniesienia Dębogórze.
W latach 1975–1998 wieś należała do woj. koszalińskiego.

## Historia
Dawna wieś rycerska, o której pierwsze wzmianki pochodzą z 1523 r. i wskazują, że była lennem rodu von Zozenow. W 1569 r. wzmiankowani jako właściciele byli Andreas i Jacob von Zezenow. W 1694 r. majątek kupił Max von Wolde. Po nim odziedziczył go jego syn Lorenz Jürgen, po którym dobra odziedziczyła wdowa Hedwig Elizabeth de domo Kameke, a po niej jej drugi mąż Caspar Edmund von Sydow. W 1750 r. z powodu złego gospodarowania majątek wystawiono na licytację. Kupił go Primislaw Ulrich von Kleist. Powierzchnia majątku w roku 1756 wynosiła 3 i 1/8 łana. Ówczesna wieś składała się z folwarku, owczarni, 5 dużych gospodarstw, 1 zagrodnika i kuźni – łącznie 9 domów. W 1774 r. jako właściciel figuruje Joachim Rüdiger von Kleist. Na początku XIX w. wieś na drodze koligacji przeszła w posiadanie rodziny von Borcke, by po pewnym czasie wrócić ponownie do von Kleistów. W 1853 roku właścicielem majątku była rodzina mieszczańska Schmeling, która następnie odsprzedała go Hermannowi Schmieden. Rodzina ta władała majątkiem do końca II wojny światowej. W okresie międzywojennym nastąpiła częściowa parcelacja majątku. Świadczą o tym śródwioskowe wybudowania, na które składają się jednakowe domy mieszkalne z zabudowaniami.